# 尼古拉·詹森
尼古拉·詹森（Nicolas Jenson，约1420年—1480年）是文藝復興時期的印刷業者、字體排印師、設計師。詹森是法國人，但他的工作地點主要在威尼斯。詹森是早期羅馬體設計的先驅，奠定了羅馬體的標準型態，其字體多為後世所模仿。

## 生平
尼古拉·詹森約在1420年左右於法國索姆瓦爾出生，早年生平不詳。1470年，詹森在威尼斯開設印刷廠，獲得了很大的成功。1480年逝世。

## 字體
詹森的羅馬體，是基於人文主義小寫體所設計。在瓦克斯分類中，屬於人文主義體。

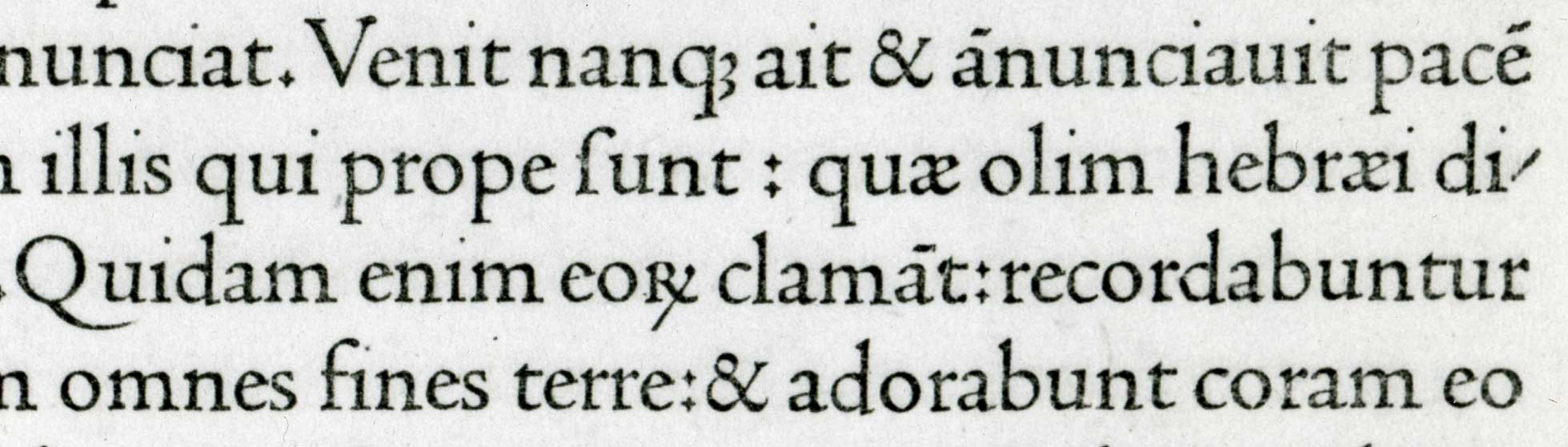
尼古拉斯·詹森1470年的印刷作品

## 影響
十九世紀藝術家威廉·莫里斯十分推崇詹森的字體，他本人所設計的Golden Type即是根據詹森的字體。

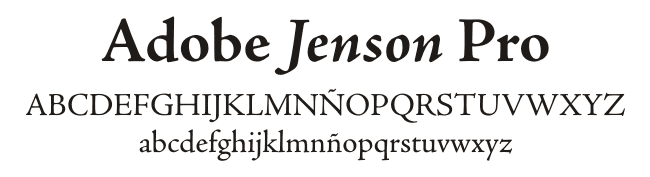
Adobe Jenson

許多二十世紀的字體亦是以詹森的字體為基礎所設計，如Centaur、Adobe Jenson等。